# Gustavo Coria
Gustavo Coria (General Lavalle, provincia de Córdoba) es un político argentino. Actualmente se desempeña como diputado provincial por la sexta sección electoral en la Cámara de Diputados de la Provincia de Buenos Aires. Se desempeñó como ministro de Justicia y Seguridad de la Ciudad de Buenos Aires en reemplazo de Eugenio Burzaco.

## Biografía
Actualmente reside en la Ciudad de Buenos Aires. Es egresado del Liceo Militar General Paz en 1986, se recibió de Licenciado en Ciencia Política en la Universidad Católica de Córdoba en 1991 y continuó su formación en Estudios Intensivos de Defensa Nacional en la Escuela de Defensa Nacional.
Fue miembro investigador del Instituto de Teoría del Estado y Política Económica entre 1990 y 1991. Entre 1994 y 2002 se desempeñó como Secretario del Directorio de la Corporación Antiguo Puerto Madero S.A y entre 2002 y 2008 fue Jefe de Relaciones Institucionales de la empresa.
Coria fue jefe de Gabinete de Diego Santilli cuando el dirigente fue ministro de Seguridad en la Ciudad, entre el 2019 y el 2021, y es una de las personas de su máxima confianza. "En el ministerio, Gustavo era los ojos de Diego. Llegaba a las 8 de la mañana y se iba a última hora", contaron fuentes de la gestión porteña. Su puesto anterior había sido titular del Ceamse, entre 2016 y 2018.
Asumió su banca en la Cámara de Diputados de Buenos Aires el 25 de septiembre de 2024, en reemplazo del diputado Lorenzo Juan Natali, que había fallecido el mes anterior.